# USS Benson (DD-421)
USS Benson (DD-421) (Корабль Соединённых Штатов «Бенсон») — американский эскадренный миноносец типа «Бенсон», головной корабль серии.
Заложен на верфи Bethlehem Steel, Quincy 16 мая 1938 года. Заводской номер: 1470. Спущен 15 ноября 1939 года, вступил в строй 25 июля 1940 года.
Выведен в резерв 18 марта 1946 года. 26 февраля 1954 года передан Тайваню,
где 26 февраля 1954 года введен в состав флота как 14 «Lo Yang». Из ВМС США исключён 1 ноября 1974 года.
Исключён из состава Тайваньского флота в 1974 году и в 1975 сдан на слом.